# 雄飛航空
雄飛航空株式会社（ゆうひこうくう）は、埼玉県桶川市に本社を置くヘリコプターを使用した運送等を行う会社である。
チャーターフライトによる旅客・物資輸送、航空写真撮影、遊覧飛行、回転翼機自家用操縦士・事業用操縦士免許の養成所運営等を行っている。
代表者の藤間七郎は1980年代にホンダ創業者の本田宗一郎の乗る社用機のパイロットを務めたという。

## 成田ヘリ・エクスプレス
成田ヘリ・エクスプレスの名称で成田国際空港と、東京ヘリポート、群馬ヘリポート、川島ヘリポート（自社ヘリポート、ホンダエアポートと同じ荒川河川敷沿いだが上流に位置する）間のヘリコプターによるチャーター便の運航を行っていた。成田空港に到着後はヘリポートまで専用車で出迎え、チェックインカウンターまで案内をするなど利便性の他に、ファースト、ビジネスクラスの利用客を意識した高級感あるサービスとしていた。

## 保有機材
- ロビンソンR44
- ベルヘリコプターBell505